# Jerry Goodman
Jerry Goodman (Chicago, Estados Unidos, 16 de marzo de 1949) es un violinista estadounidense conocido por tocar el violín eléctrico en las bandas de fusión jazz rock The Flock, Mahavishnu Orchestra y Dixie Dregs. 
Además de su producción en solitario ha participado como compositor e intérprete de bandas sonoras y como músico de sesión en varios proyectos con artistas como Toots Thielemans, Hall & Oates, Derek Sherinian shadowfax o Dream Theater. En su trayectoria ha recibido, en 1994, una nominación a los Premios Grammy.

## Reseña biográfica

### Formación y primeros años
Goodman, nacido en Chicago y procedente de una familia con tradición musical, aprendió a tocar el violín en su niñez con una formación clásica en el conservatorio. Sus padres formaban parte de la sección de cuerda de la Orquesta Sinfónica de Chicago y su tío fue el compositor y pianista de jazz Marty Rubenstein. 
Aunque adquirió las técnicas y repertorio para dedicarse a una carrera en el entorno de la música clásica, este género musical no le satisfacía y al comienzo de su carrera comenzó a trabajar como músico de gira para el grupo The Flock. Posteriormente se incorporó como músico estable del grupo y comenzó a experimentar las sonoridades fusionando el rock y el jazz. La primera grabación de The Flock con Columbia Records, de título homónimo obtuvo una cierta repercusión en el entorno de la música rock y el grupo fue pronto aceptado como un miembro menor de la nueva élite del rock, participando en festivales junto a Jimi Hendrix, Led Zeppelin, Grateful Dead, Jefferson Airplane y Janis Joplin, llegando incluso al documental del festival de rock europeo Stamping Ground. El mandato de Goodman con el grupo terminó en 1970, y él retiró del negocio de la música, retirándose a Wisconsin rural.

## Discografía
- Like Children (1974) (con Jan Hammer)
- On The Future Of The Aviation (1985)
- Ariel (1986)
- It's Alive (1988)
- The Stranger's Hand (1999) (con Steve Smith, Howard Levy y Oteil Burbridge)
- Violin Fantasy (2016) (compilación)